# Jánossomorja
Jánossomorja é uma cidade da Hungria, próxima à fronteira com a Áustria, no condado de Győr-Moson-Sopron. Tem 148,94 km² de área e sua população em 2019 foi estimada em 6.052 habitantes.